# Place Communale de Céroux
La place Communale de Céroux est une place située à Céroux, section de la ville belge d'Ottignies-Louvain-la-Neuve, dans la province du Brabant wallon.
Cette place est connue dans la région comme lieu d'envol de montgolfières et est associée au nom de deux auteurs de bande dessinée célèbres, Hergé et Jacques Martin.

## Localisation
La place Communale du hameau de Céroux est située à l'extrémité occidentale de la ville belge d'Ottignies-Louvain-la-Neuve. Elle se situe non loin du château-ferme de Moriensart.
L'altitude du plateau à cet endroit est d'environ 135 mètres.
Les rues aboutissant à la place sont, au nord, la rue Vanderdilft et la rue Bois Henri, et au sud la route de Beaumont, la Grand'Rue et la rue du Commerce. À l'est, le chevet de l'église est bordé par la rue Sainte-Catherine.

## Historique
Cette place était la place Communale de Céroux-Mousty, lorsque celle-ci constituait une commune autonome avant la fusion de communes en Belgique opérée en 1977.
Cette place se nomme un trieu c'est-à-dire un espace communautaire où l'on pouvait rassembler le bétail du village sous la conduite du herdier (berger communal) ou encore prélever des matériaux comme du sable ou des moellons de grès) pour réparer sa maison.
Au XIXe siècle, une perche de tir à l'arc se dressait au milieu de la place.

## Statut patrimonial
Non classée, la place fait cependant l'objet d'une « inscription » comme monument et figure à l'Inventaire du patrimoine immobilier culturel de la Wallonie sous la référence
25121-INV-0042-01.

## Description de la place
Cette place de 10.000m² est la plus grande et la plus verte des places du Brabant wallon,.
Conservant quelques tronçons de rue pavés, elle constitue une « vaste et belle place presque carrée » divisée par une ruelle diagonale en deux triangles de pelouse inégaux, un grand triangle au sud et un petit au nord.
Son intérêt paysager est lié à la présence de 61 tilleuls de Hollande qui donnent à la place un charme exceptionnel et sont classés par arrêté ministériel.
Ce triangle constitue la plus grande place entourée d'arbres de Belgique, ce qui en fait un lieu particulièrement adapté aux décollages de montgolfières,.

Place Communale de Céroux
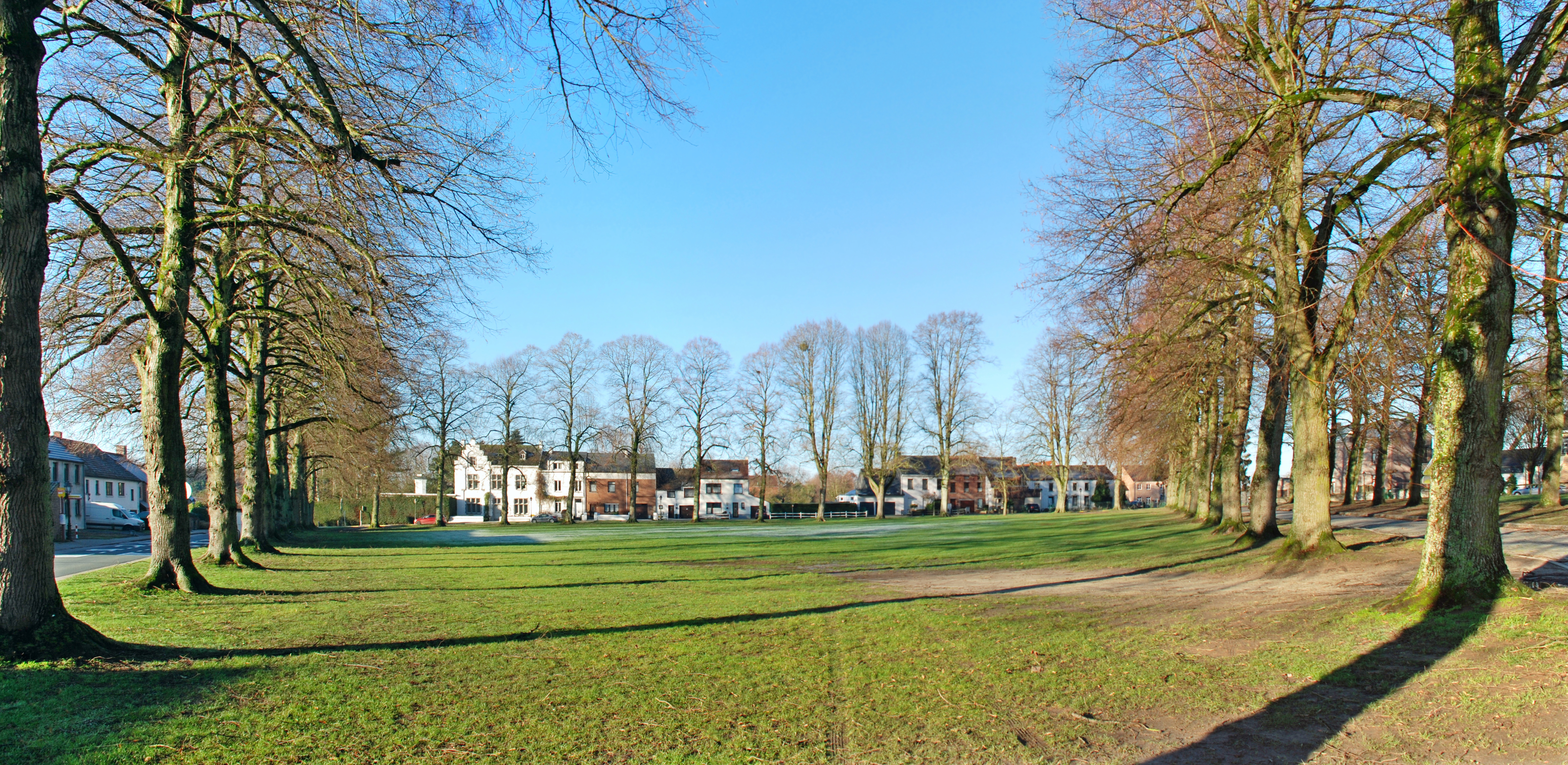
Vue vers l'ouest.
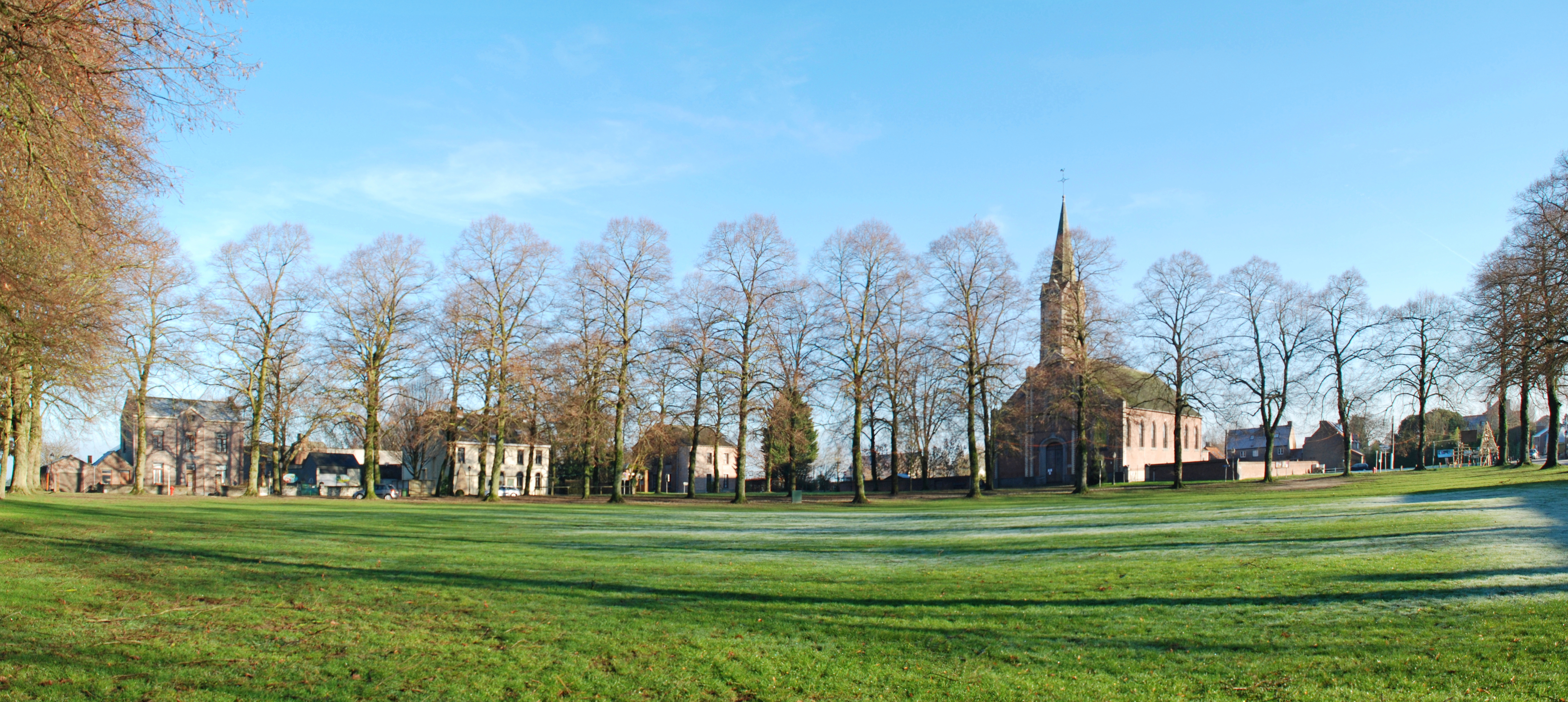
Vue vers le nord (école, ancienne maison communale, cure) et vers l'est (église).

## Monuments

### Église Notre-Dame de Bon Secours de Céroux
Le côté oriental de la place est occupé par l'église Notre-Dame de Bon Secours, une église de style néogothique dont un des vitraux a été restauré grâce à la générosité de l'auteur de bande dessinée Hergé et de son épouse, qui s'étaient installés au lendemain de la Seconde Guerre mondiale au hameau de Ferrières,.
Le cimetière paroissial qui entoure l'église abrite la tombe d'un autre auteur de bande dessinée célèbre, Jacques Martin, auteur des bandes dessinées Alix et Lefranc.

Église Notre-Dame de Bon Secours de Céroux
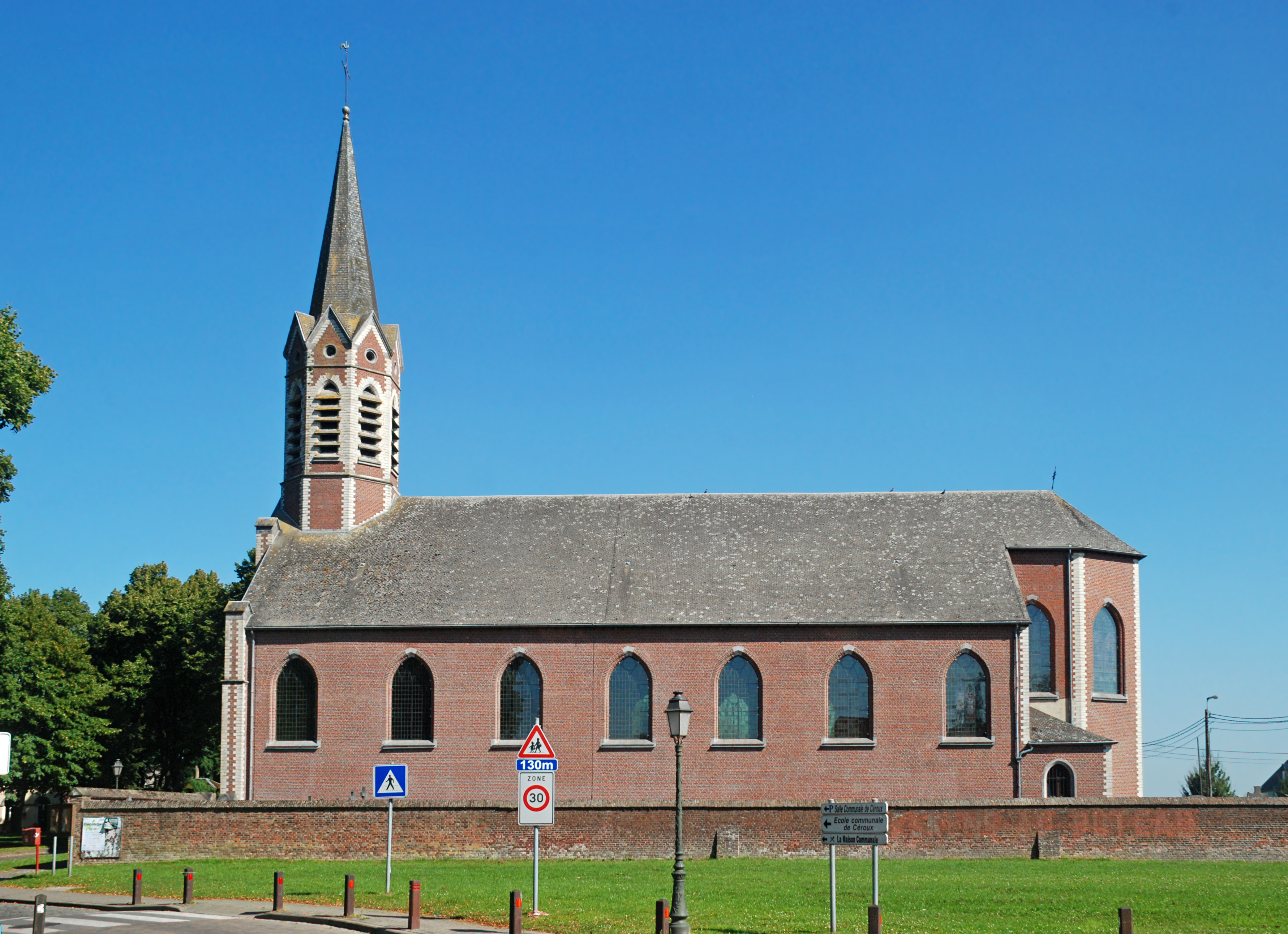
Église Notre-Dame de Bon Secours de Céroux.
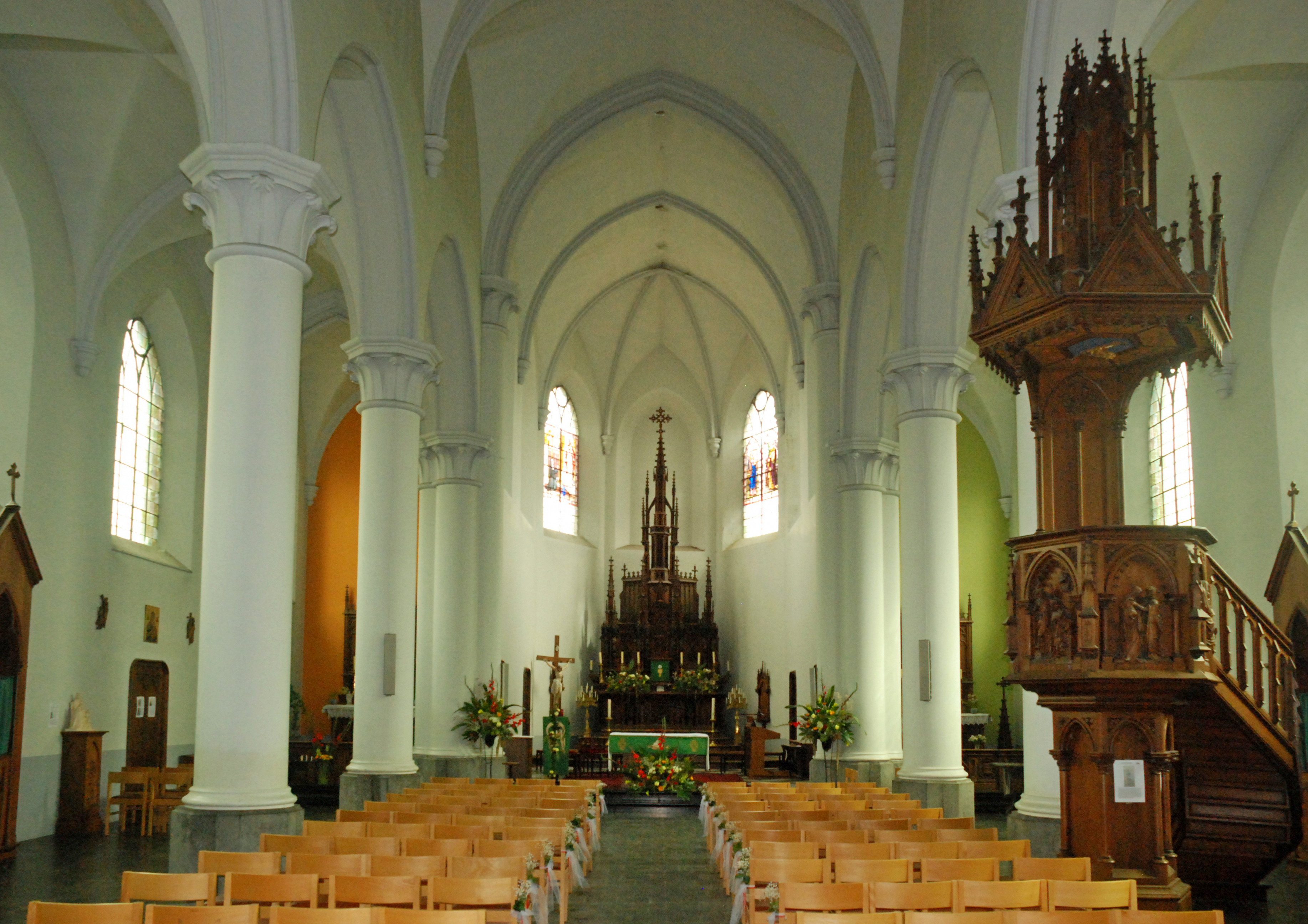
Intérieur de l'église.
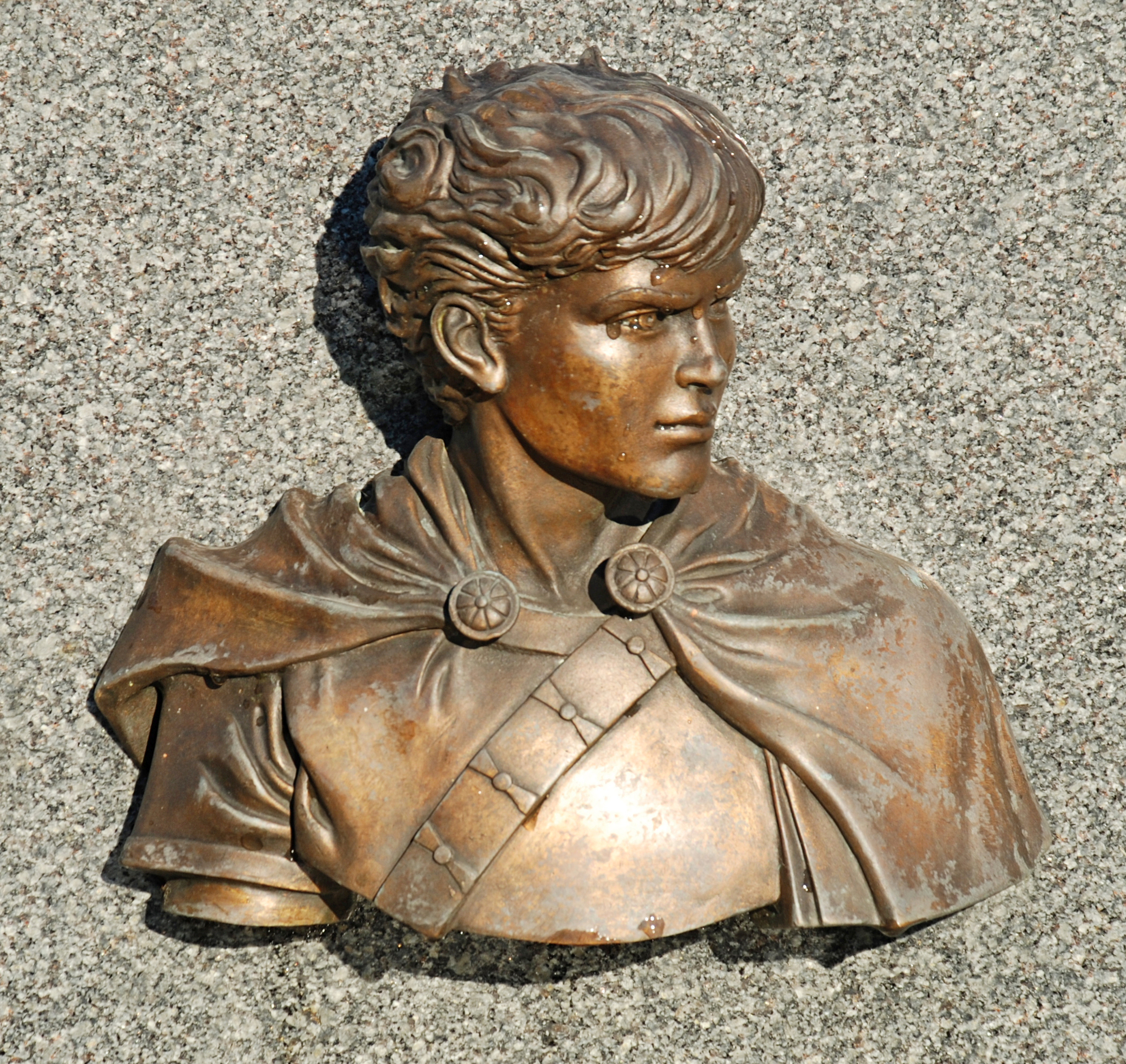
Buste d'Alix sur la tombe de Jacques Martin.

### Côté nord
Le côté nord de la place abrite l'école communale (ancienne école des filles), l'ancienne maison communale, la cure et un mémorial.

#### École
Le côté nord de la place abrite, à l'ouest, derrière un muret et des grilles, l'ancienne école des filles, construite dans le troisième tiers du XIXe siècle, d'inspiration néo-classique.
L'ancienne école des filles, qui fait maintenant office d'école communale, est un édifice de deux niveaux et de trois travées sous toiture en bâtière, construit en briques rouges, avec utilisation de la brique noire et de la pierre bleue au niveau des baies.
La travée centrale en saillie aligne, de bas en haut, la porte encadrée de pierre bleue, un cartouche portant la mention « École des filles », une grande fenêtre rectangulaire ornée d'un arc surbaissé fait de briques de couleur anthracite et percé d'une clé d'arc en pierre bleue et, enfin, un petit pignon triangulaire percé d'un oculus cerclé de brique anthracite.
Chacune des travées latérales est percée, au rez-de-chaussée, d'une fenêtre rectangulaire à appui de fenêtre et linteau en pierre bleue et, à l'étage, d'une fenêtre à arc surbaissé en briques de couleur anthracite, comme la travée centrale.
L'école fait l'objet d'une « inscription » comme monument et figure à l'Inventaire du patrimoine immobilier culturel de la Wallonie sous la référence 25121-INV-0044-01.

Ancienne école des filles
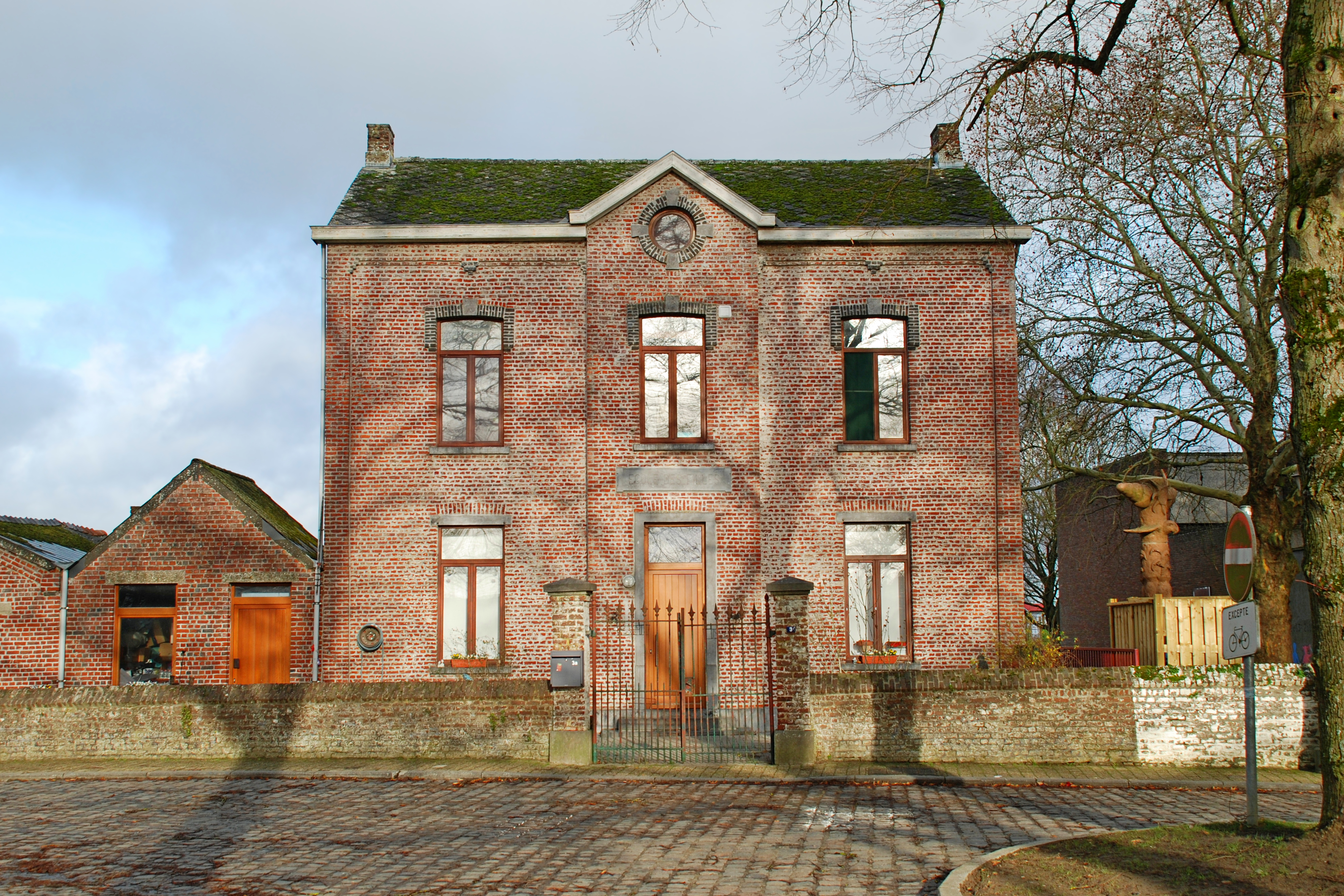
Ancienne école des filles.
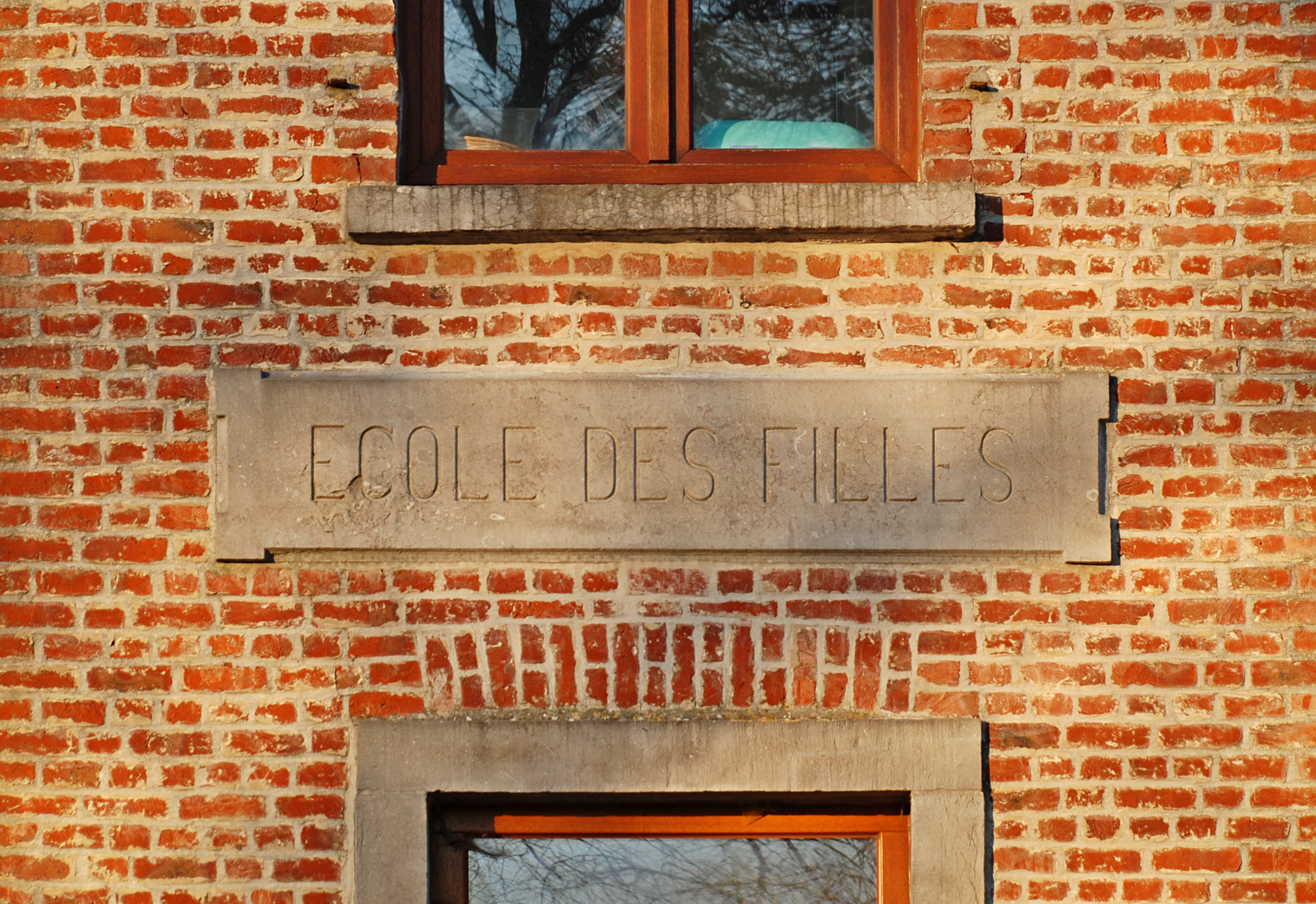
Cartouche.
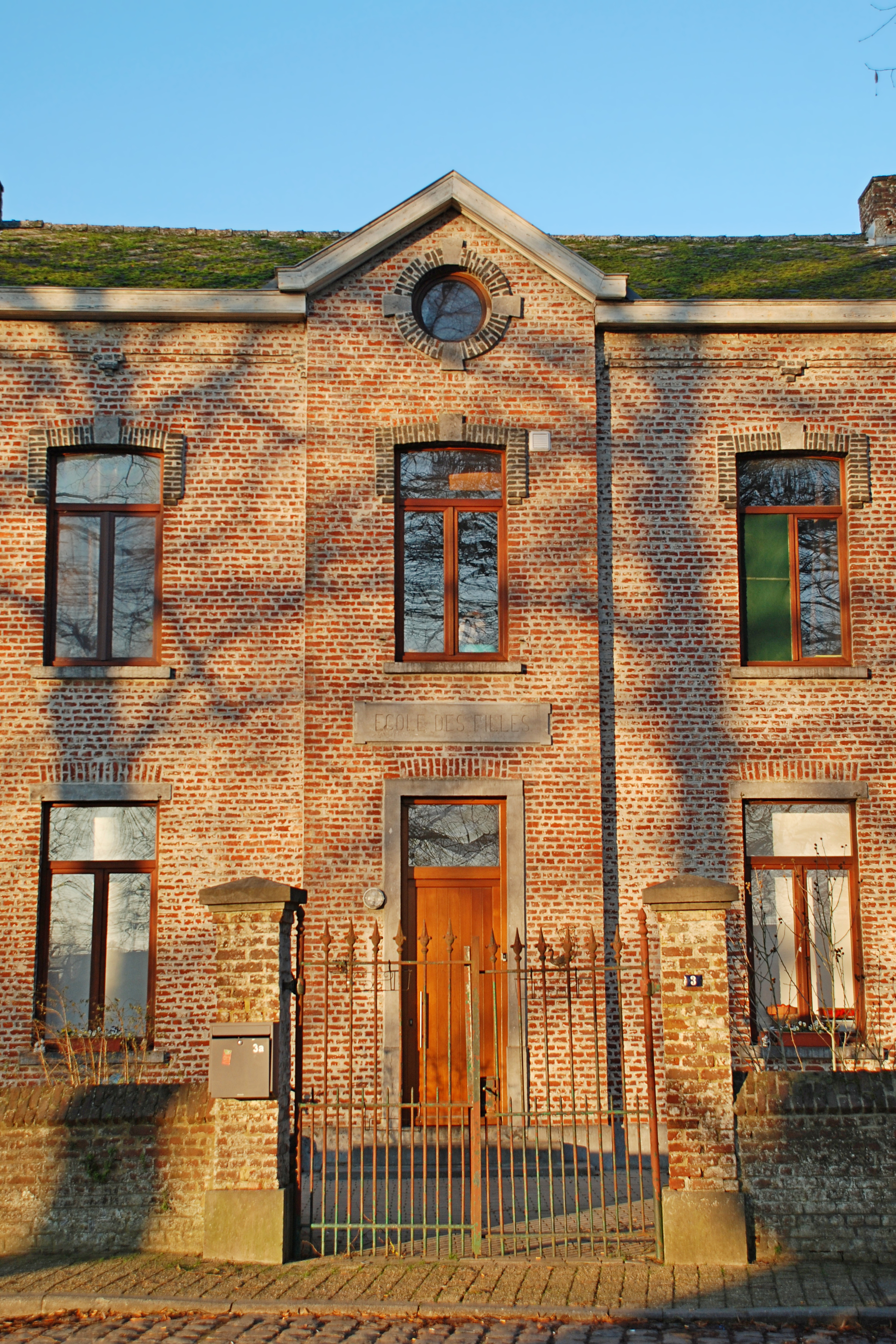
Travée centrale.

#### Ancienne maison communale
Au centre du côté nord de la place se dresse le bâtiment qui fut la maison communale de Céroux-Mousty, lorsque celle-ci constituait une commune autonome avant la fusion de communes en Belgique opérée en 1977.
L'ancienne maison communale est devenue un restaurant / bistro appelé simplement « La Maison Communale », qui servait des plats de brasserie.
« Et puis, le menu, jamais renouvelé, a fini par vieillir. Les propriétaires ont changé et l'éclat de la Maison Communale a pâli … jusqu'à la fermeture du petit restaurant » qui a été déclaré en faillite le 3 avril 2017, avant d'être repris en 2018 et de devenir le restaurant « Les Tilleuls »,,, un nom qui renvoie directement aux arbres qui ornent la place.
L'ancienne maison communale est un édifice de deux niveaux et de cinq travées sous toiture en bâtière, construit en brique enduite et peinte au niveau de la façade principale.
La façade principale de l'édifice aligne, au rez-de-chaussée, quatre fenêtres et une porte dont les arcs cintrés en pierre bleue sont reliés par un cordon de pierre bleue qui court sur toute la façade.
L'étage, plus sobre, est percé de cinq fenêtres rectangulaires à appui de fenêtre et linteau en pierre bleue.
L'édifice a fait l'objet dans le passé d'une « inscription » comme monument et a figuré à l'Inventaire du patrimoine immobilier culturel de la Wallonie sous la référence 25121-INV-0043-01 mais il ne répond plus aux critères et intérêts de l'Inventaire.

Ancienne maison communale
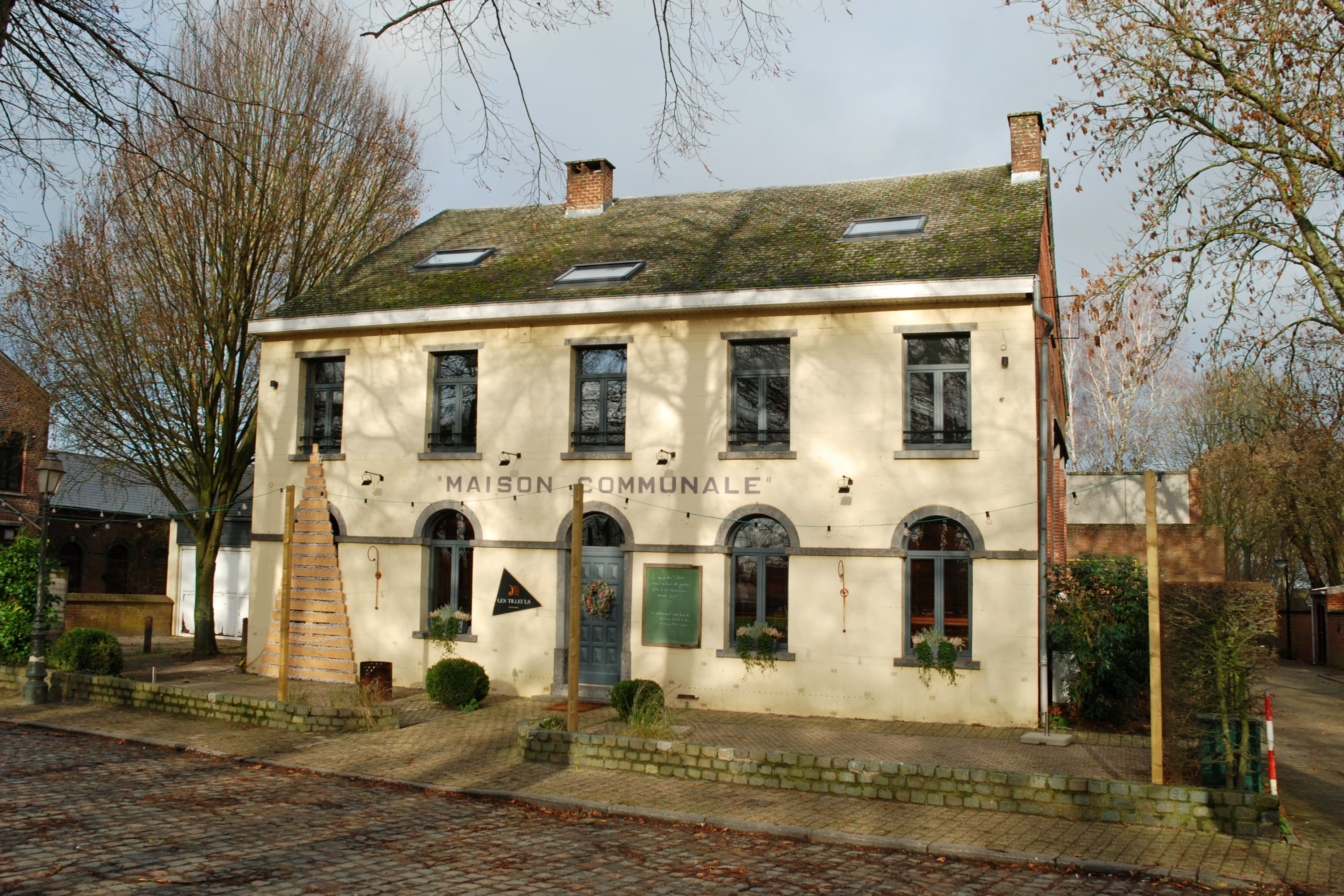
Ancienne maison communale.
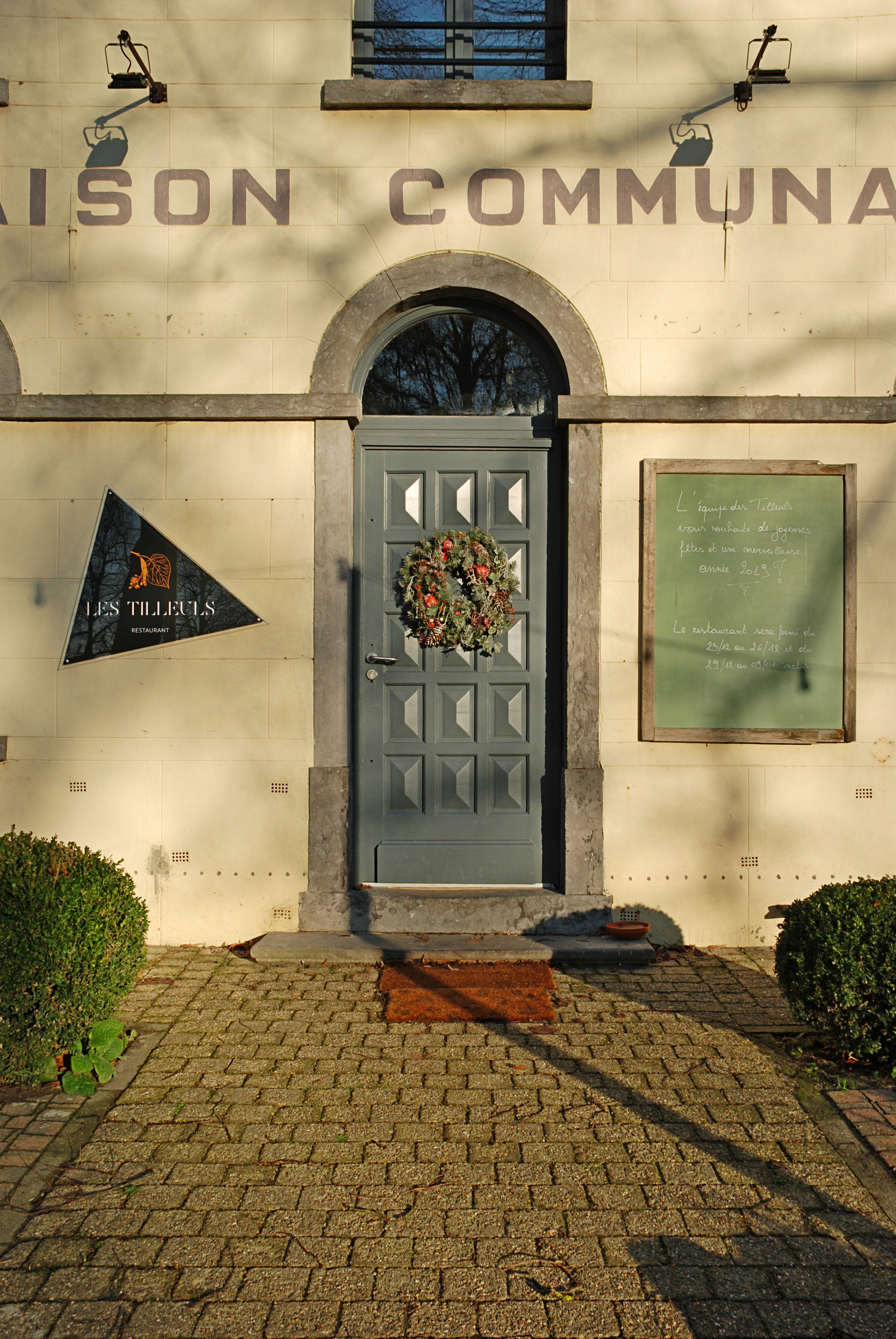
Porte.
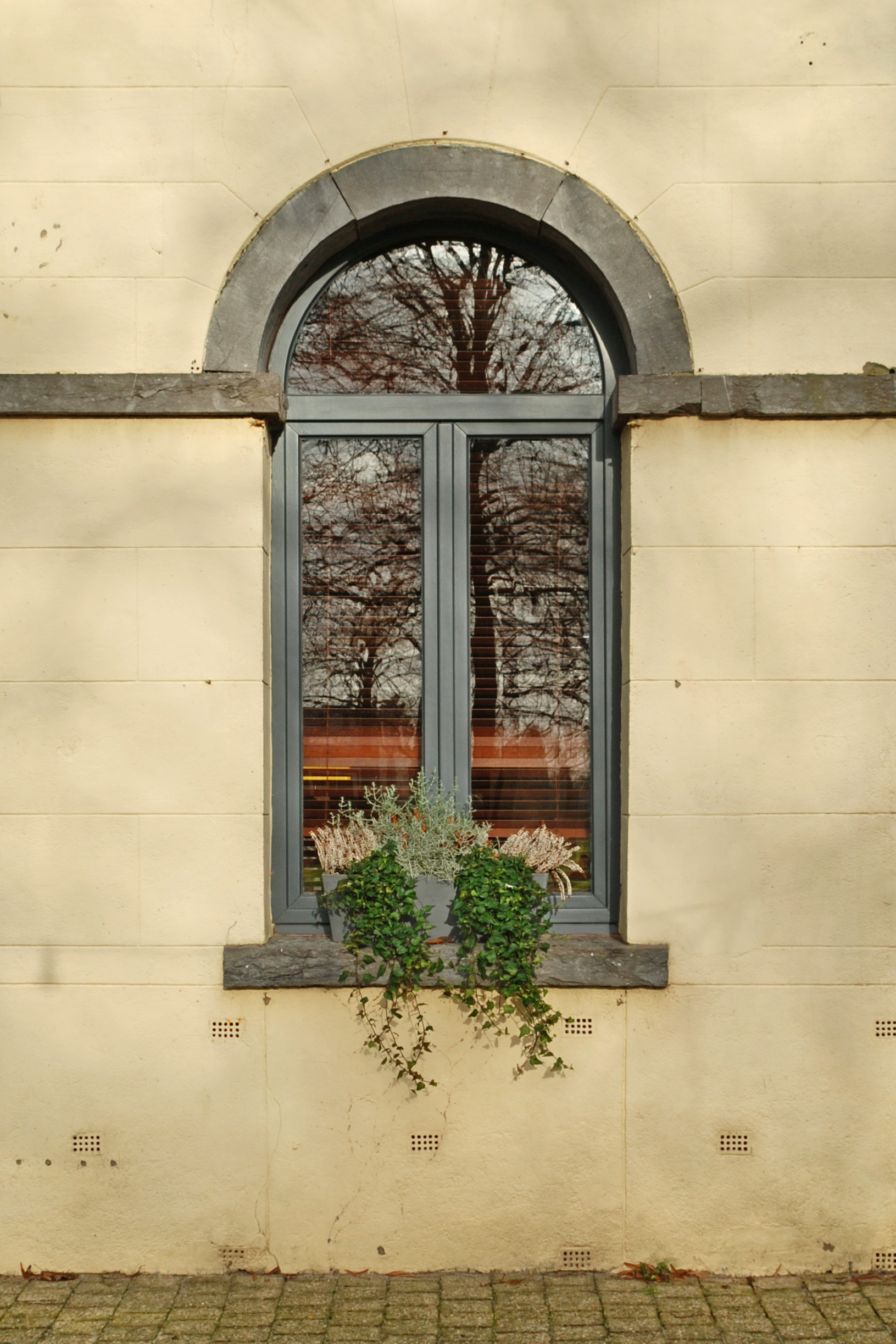
Fenêtre.

#### Mémorial

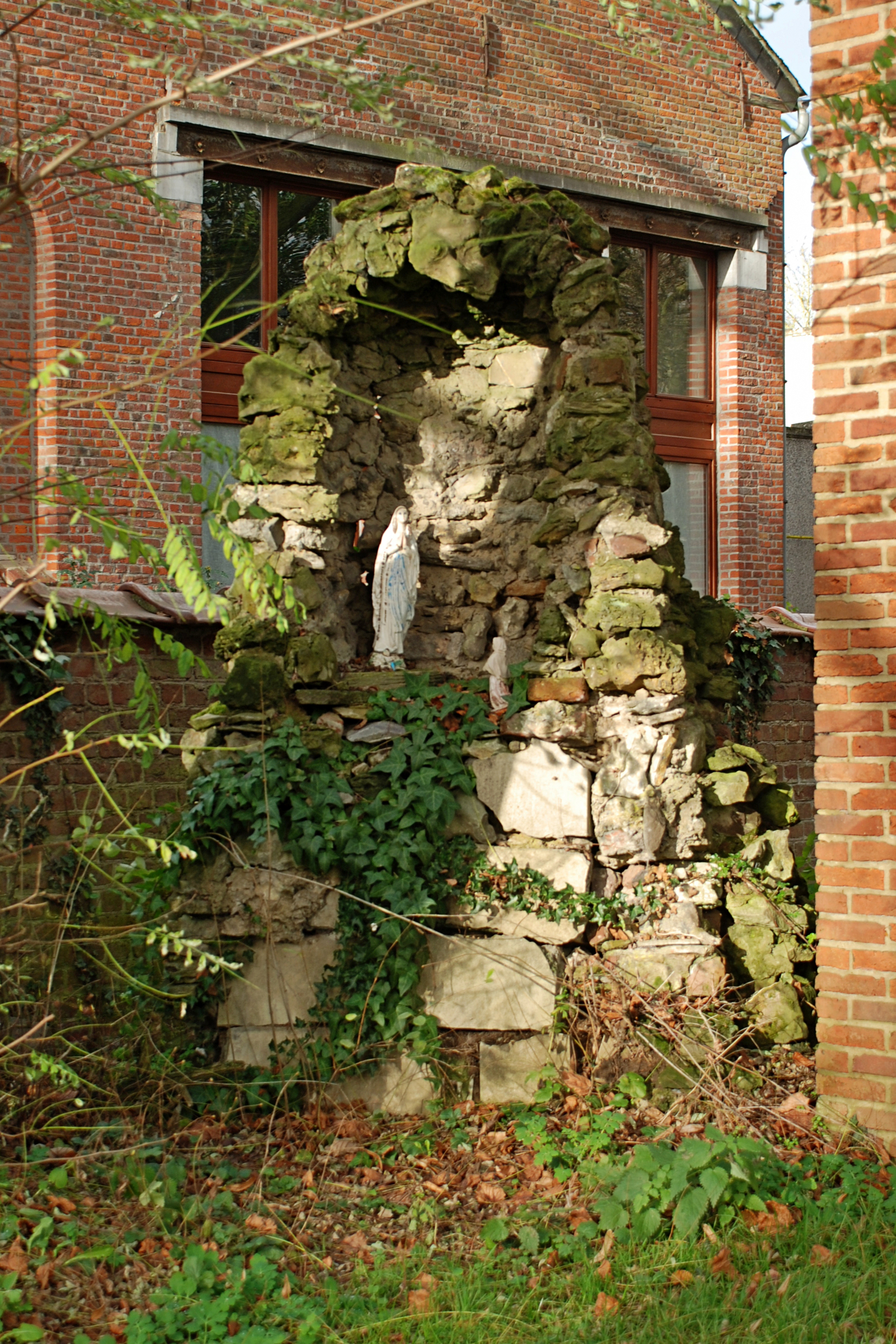
Grotte de Lourdes.

Le côté nord de la place abrite un mémorial qui abrite une grande croix blanche et des plaques qui honorent la mémoire de nombreuses personnes victimes de (ou impliquées dans) la Seconde Guerre mondiale :
- prisonniers de guerre ;
- prisonnier politique ;
- déportés ;
- résistants armés ;
- combattants ;
- routiers-scouts victimes d'un engin de guerre le 25 mai 1942 ;
- victimes de l'évacuation du 10 mai 1940.

Au pied la grande croix blanche se dresse une petite croix dont la base porte la mention « 1930 - Céroux au Sacré-Cœur »
À gauche du mémorial se dresse une petite réplique de la grotte de Lourdes.
À côté de cette petite grotte gisent les anciennes plaques en pierre bleue du mémorial, abandonnées contre un mur.

Mémorial
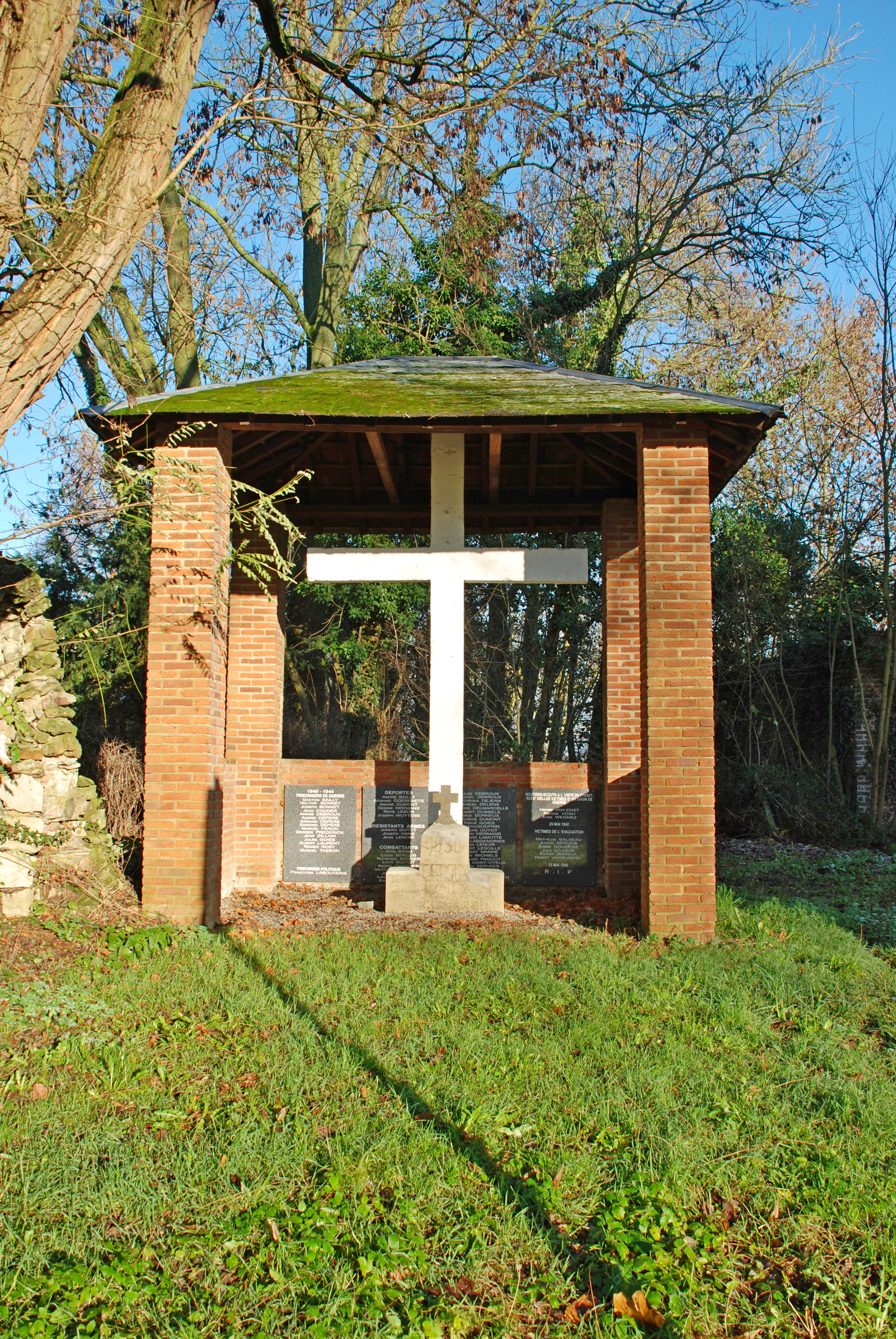
Mémorial.
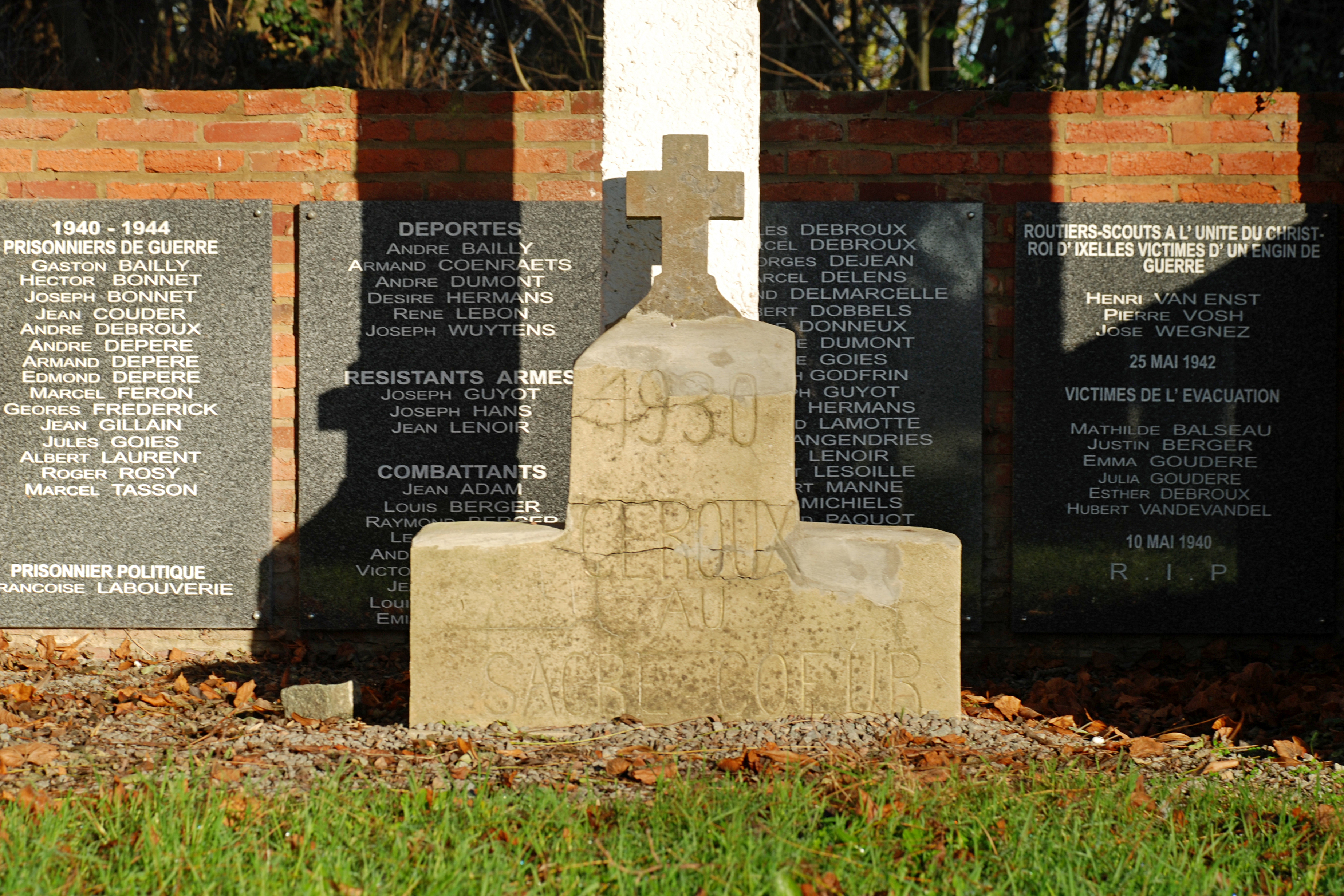
« 1930 - Céroux au Sacré-Cœur ».
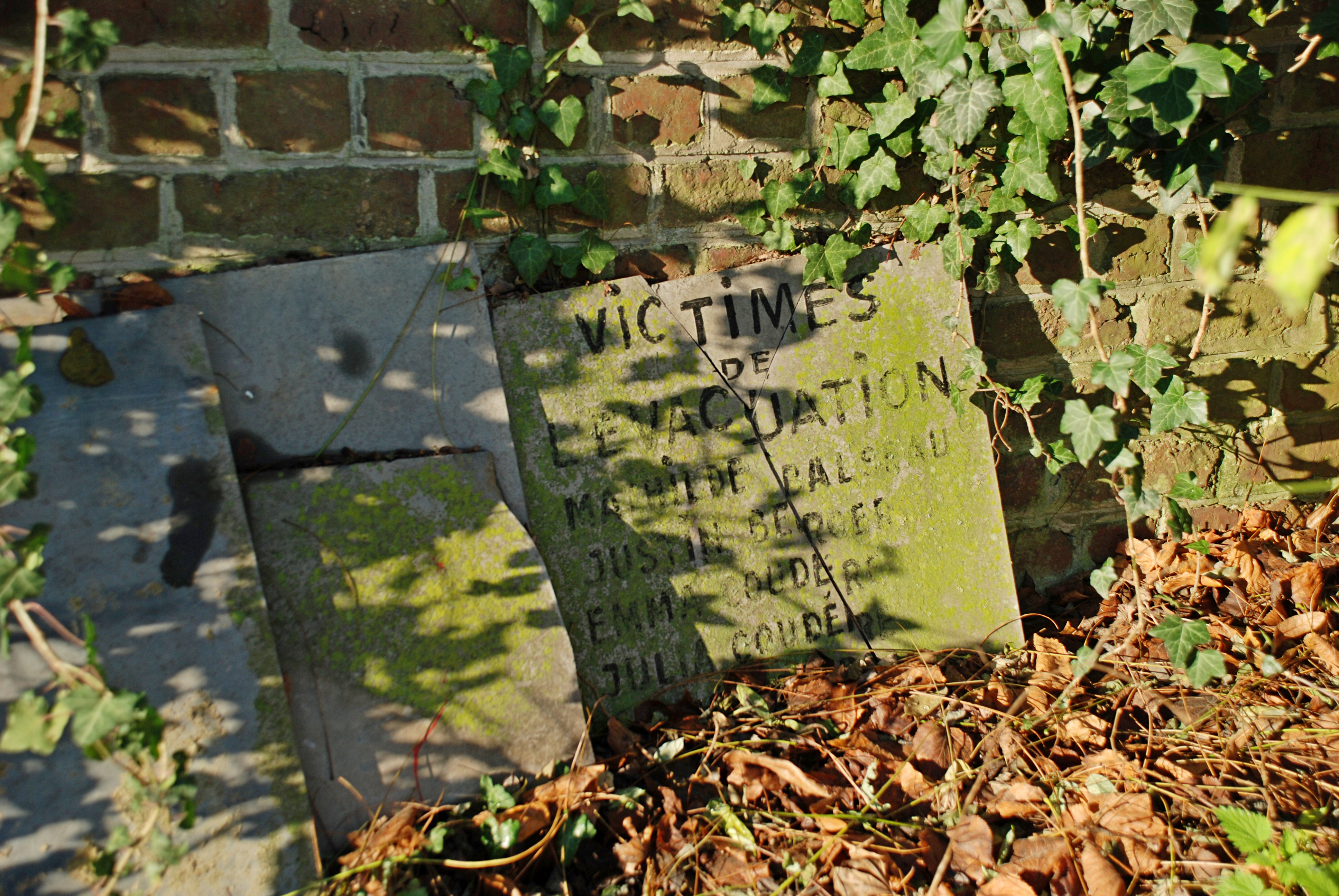
Anciennes plaques en pierre bleue.

### Côtés sud et ouest
Selon le site de l'Inventaire du patrimoine immobilier culturel de la Wallonie, « les côtés sud et ouest, sont bordés par de simples habitations mitoyennes, des XIXe et XXe siècles qui donnent une certaine unité à l'ensemble ».
Parmi ces maisons se détache celle qui occupe le no 10 de la place, un « exemple bien conservé de maison néo-traditionnelle du début du XXe siècle. ». Cette maison en brique peinte possède des fenêtres à croisée en pierre ainsi qu'un pignon à gradins. Elle fait l'objet d'une « inscription » comme monument et figure à l'Inventaire du patrimoine immobilier culturel de la Wallonie sous la référence 25121-INV-0045-01.

## Lieu d'envol de montgolfières

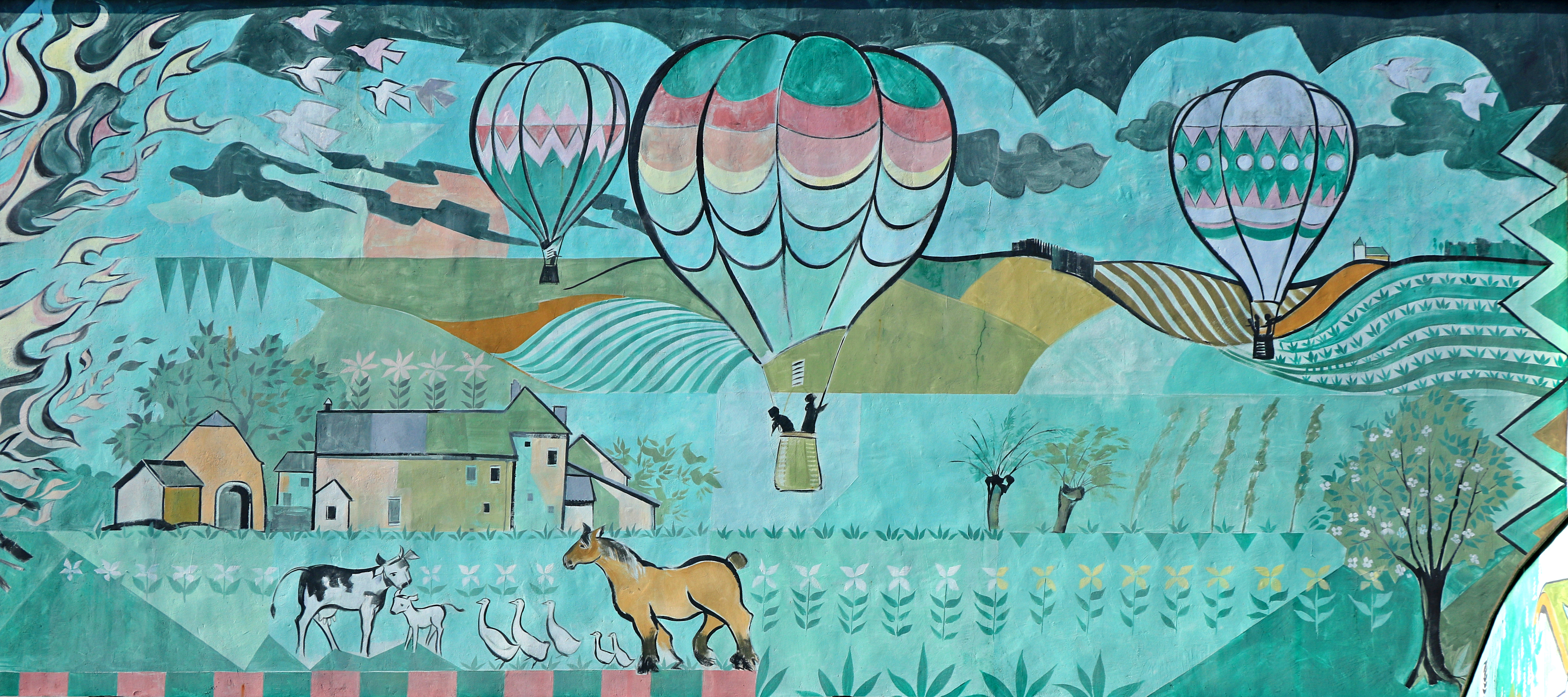
Les montgolfières représentées sur la fresque « La Liesse populaire » de Claude Rahir sur les murs du Centre culturel d'Ottignies-Louvain-la-Neuve.

La Place Communale de Céroux est un lieu d'envol de montgolfières très connu dans la région. Elle constitue la plus grande place entourée d'arbres de Belgique, ce qui en fait un lieu particulièrement adapté aux décollages de montgolfières,. C'est un lieu privilégié pour assister, au printemps et en été, aux départs de montgolfières multicolores.
En 1970, en parcourant le Brabant wallon à la recherche de terrains d'envols, le pilote de montgolfière anglais Don Cameron reconnait la place Communale de Céroux comme un endroit de décollage parfait grâce à la protection de ses arbres, coupe-vent idéal permettant de lever plus facilement les ballons lors des opérations de gonflement. Découvrant l'endroit, il s'écrie « This is the place! ».
Le club-école de Céroux voit le jour en 1970 et devient le berceau de l'aérostation en Belgique. Le premier décollage d'une montgolfière depuis Céroux a lieu le 27 avril 1970. Le clocher de l'église Notre-Dame de Bon Secours de Céroux, point de repère familier, fait partie de l'emblème du Club.
En 1978 a lieu la première édition du « meeting de l'Ascension du Club des ballons de Céroux », qui dure jusqu'en 1994, année où les nouvelles réglementations de l'Administration de l'Aéronautique et les contraintes financières obligent le Club à abandonner le meeting.
Malgré cet abandon, la place Communale de Céroux, agréé par l'Administration de l'Aéronautique, reste un lieu de décollage privilégié pour les pilotes de montgolfières qui apprécient son rideau d'arbres et les paysages du « Roman Païs ».
En 2007, un meeting est à nouveau organisé à l'Ascension, après 13 ans d'interruption : le meeting connaît un succès de foule et 17 ballons prennent leur envol depuis la place de Céroux.

Meeting de l'Ascension 2007
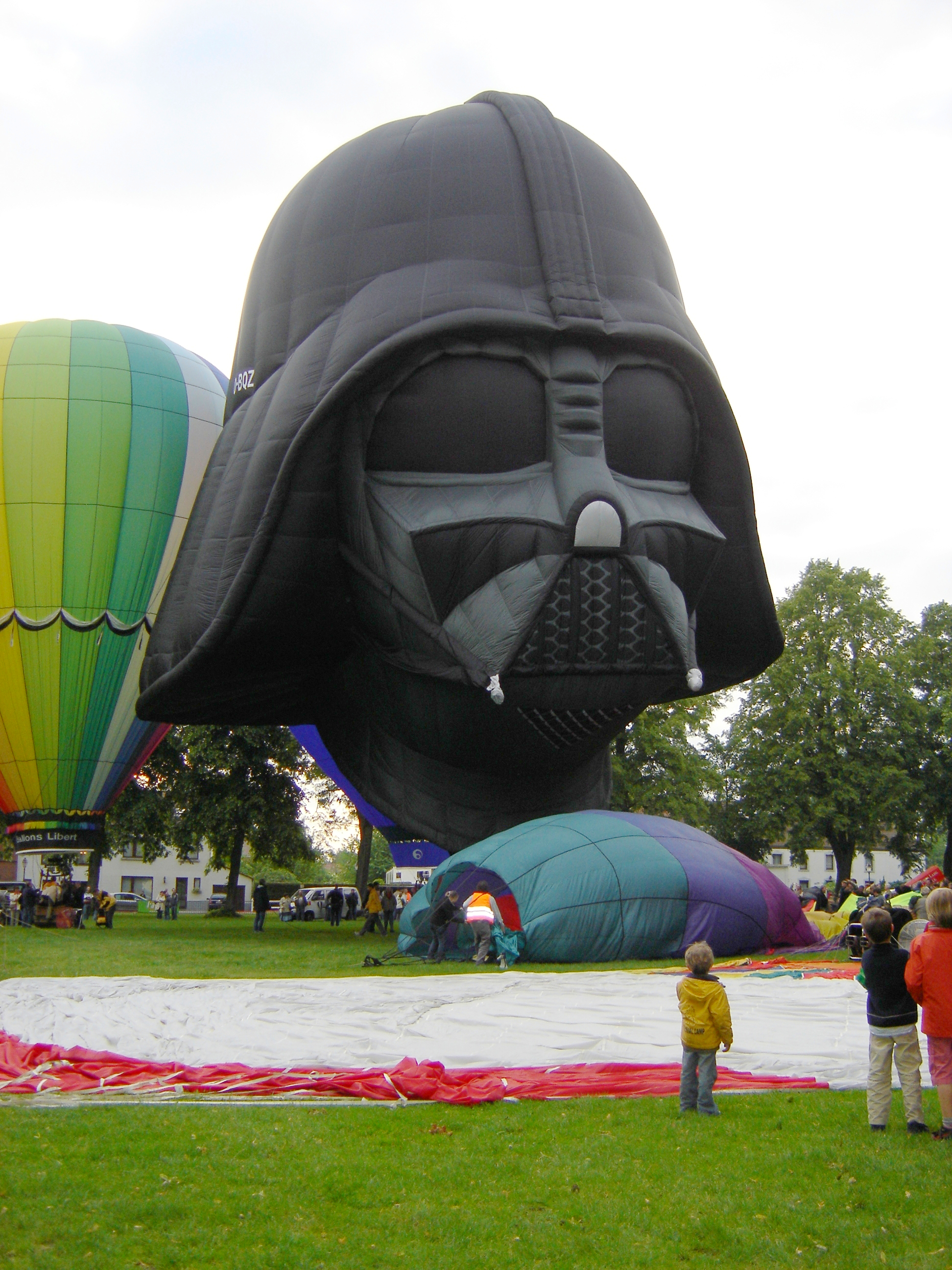
Montgolfière Dark Vador.
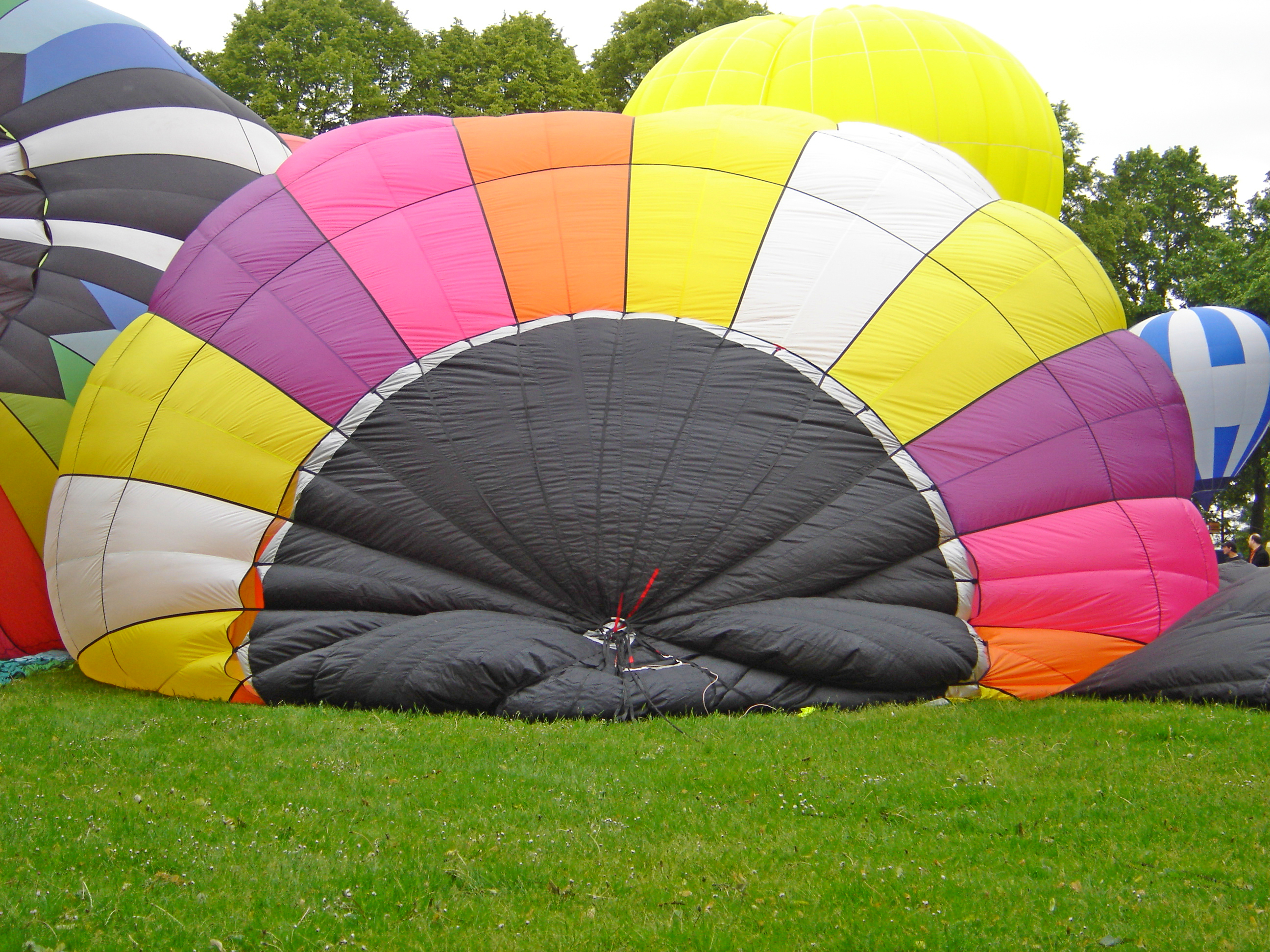
Gonflage des montgolfières.
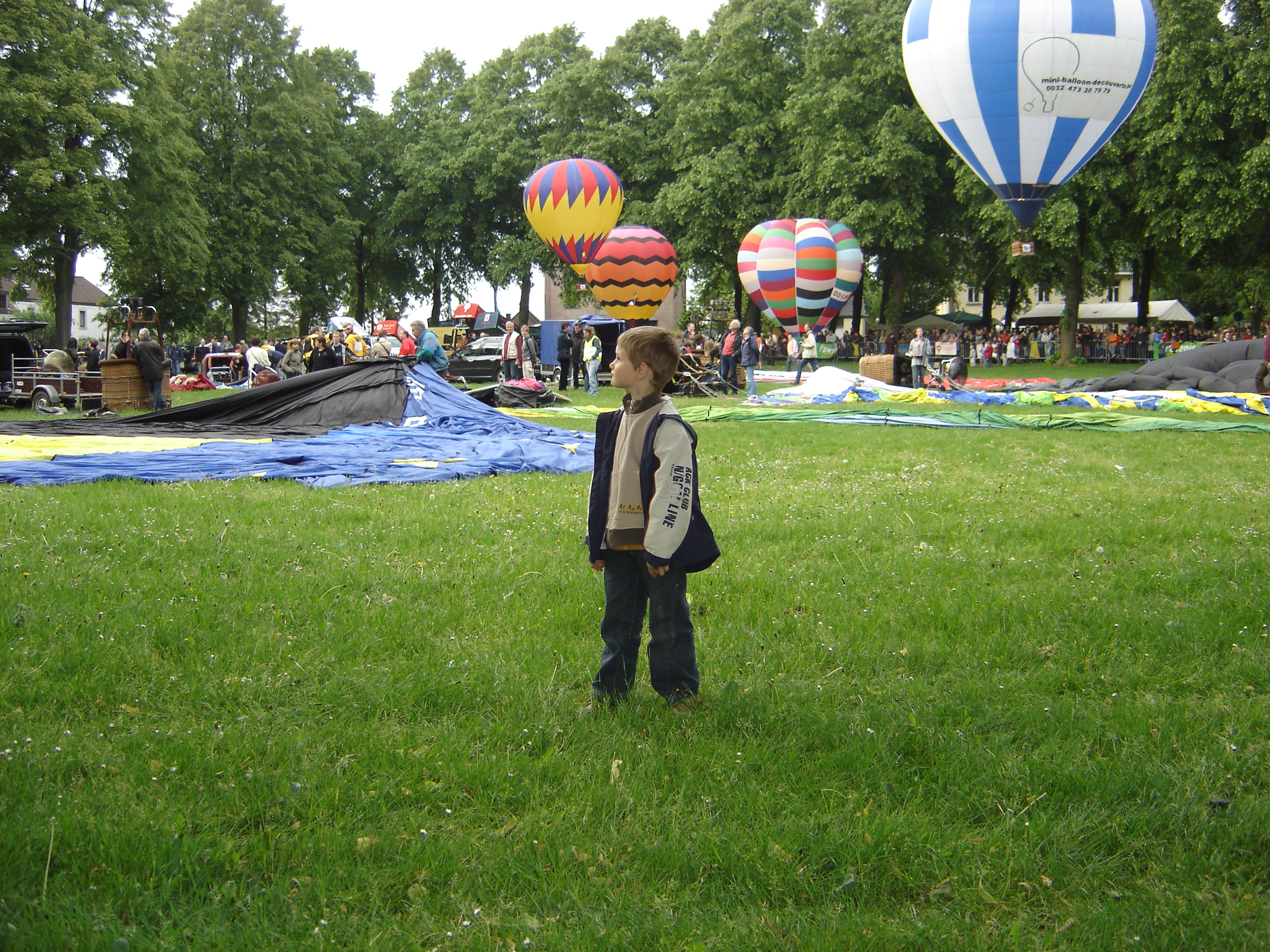
Gonflage et envols.